# Asiatisk kalanderlärka

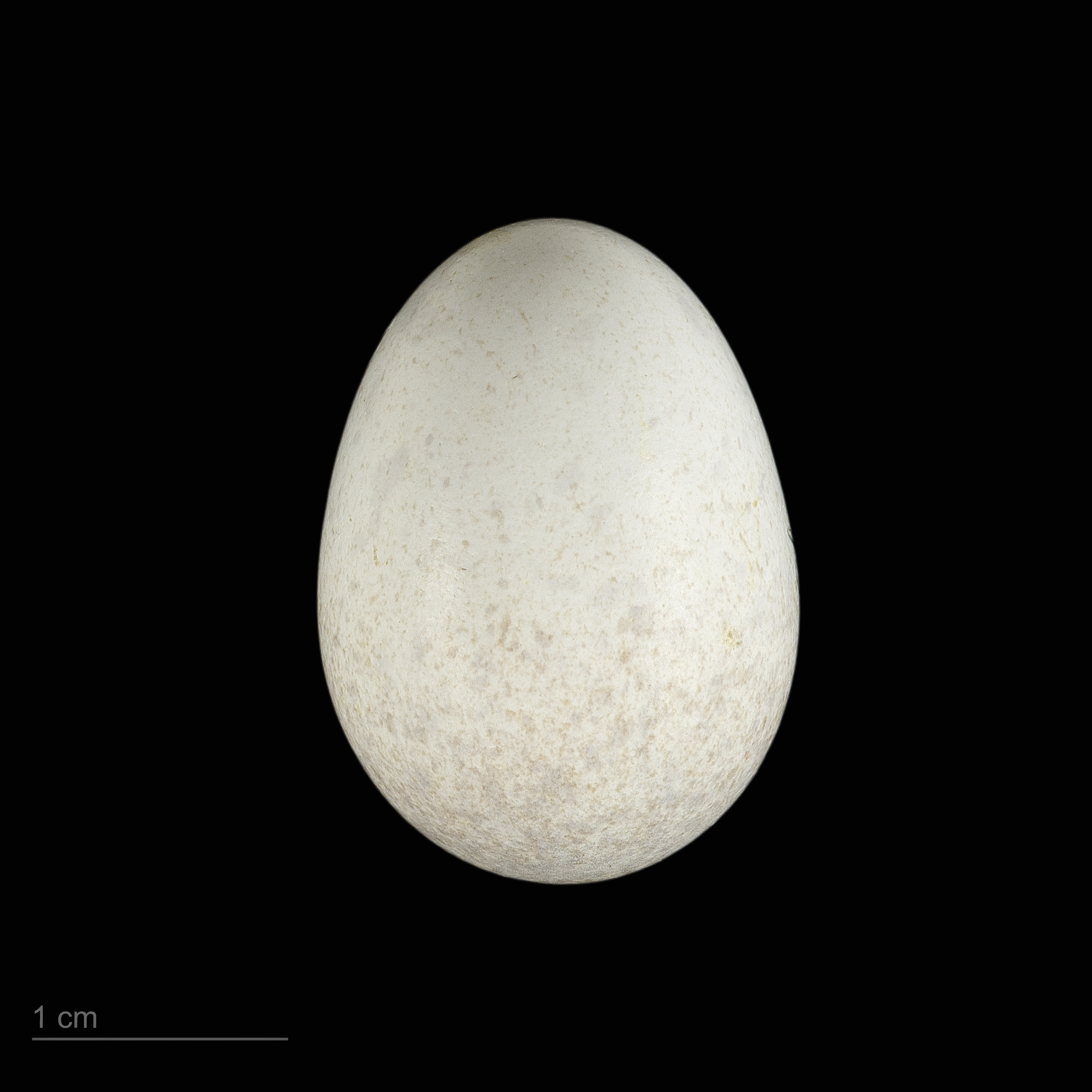
Melanocorypha bimaculata

Asiatisk kalanderlärka (Melanocorypha bimaculata) är en tätting i familjen lärkor. Den häckar österut från Turkiet in i Centralasien. Merparten är flyttfåglar som vintertid hittas i ett område från nordöstra Afrika till Indien. I Västeuropa är den en mycket sällsynt gäst, med exempelvis endast sex fynd i Sverige. IUCN kategoriserar den som livskraftig.

## Utseende
Asiatisk kalanderlärka är en stor och kraftig lärka med en längd på mellan 16 och 18 cm. När den befinner sig på marken är den mycket karakteristisk med en vattrad grå ovansida, vit undersida och med ett smalt svart streck på sidan av bröstet som hos vissa individer löper som ett enda långt streck från sida till sida. Den har en mörk tygel och ett ljust ögonbrynsstreck.

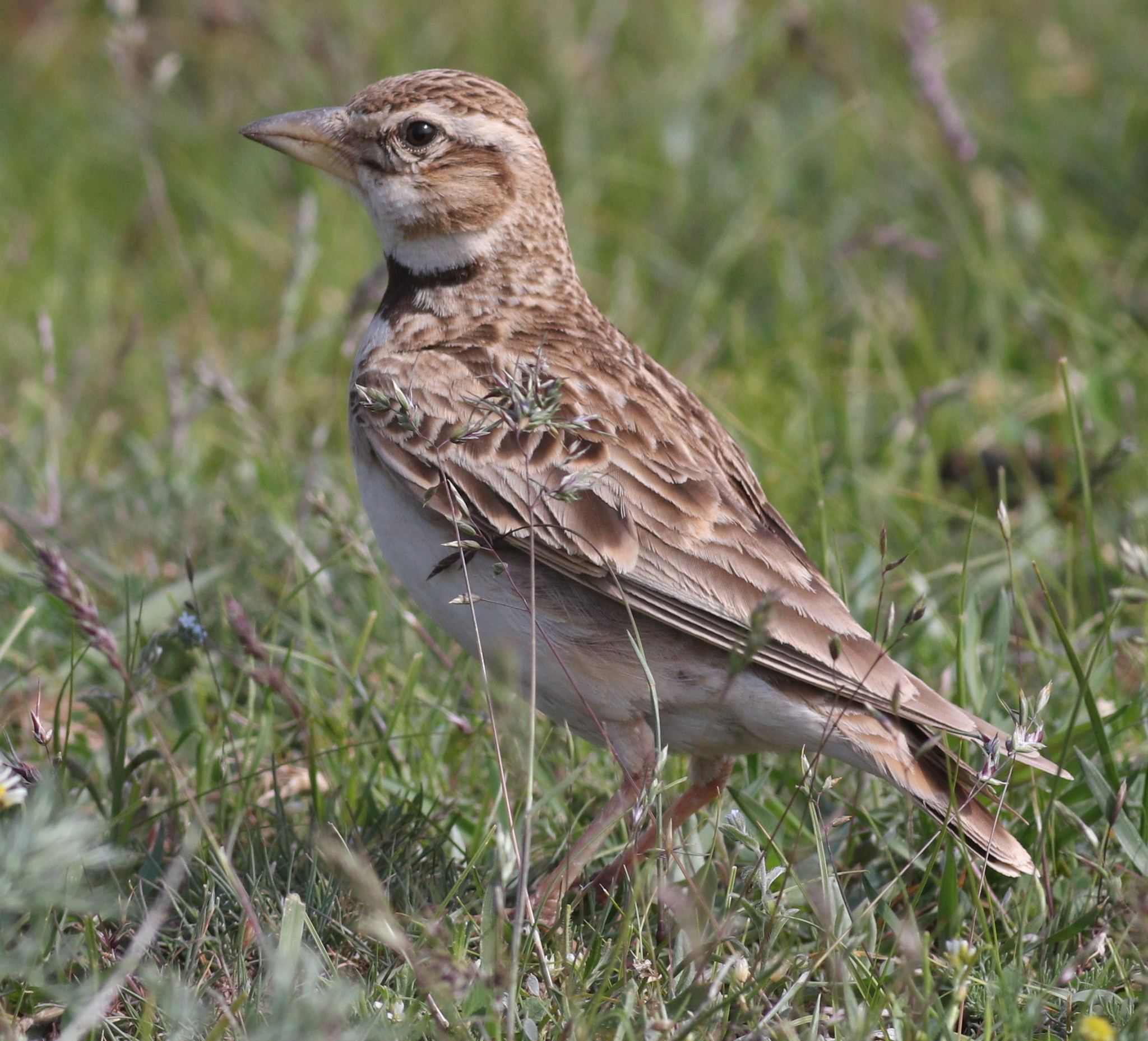

I flykten ser man dess breda vingar som är gråbruna undertill och dess korta stjärt med vit bakkant som saknar vita kanter på sidorna. Ving- och stjärtteckning är särdrag som skiljer den från kalanderlärkan.

## Läte
Locklätet beskrivs som likt korttålärkans, men grövre och mer varierat, medan sången är mycket lik kalanderlärkan, dock mer monoton och med djupare och hårdare tonläge.

## Utbredning och biotop
Asiatisk kalanderlärka häckar i varma tempererade områden österut från Turkiet och in i Centralasien. Merparten av populationen är flyttfåglar som har sina vinterkvarter i nordöstra Afrika, och österut från Mellanöstern till Indien. Den är en mycket sällsynt gäst i Västeuropa.

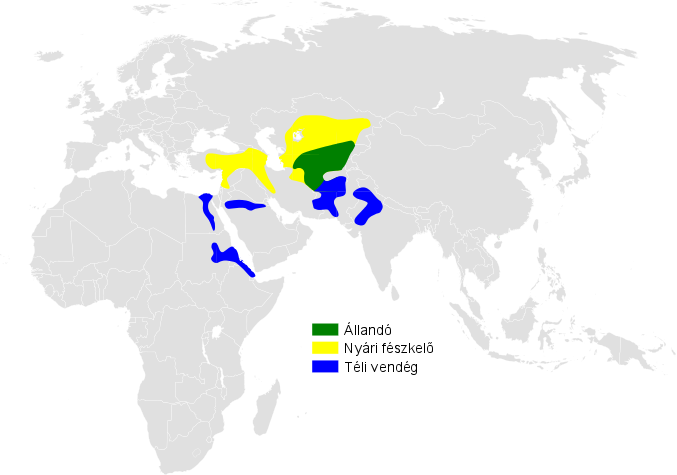
Gult: Häckningsområde (sommar)
Blått: Övervintringsområde
Grönt: Året runt

### Asiatisk kalanderlärka i Sverige
Fram till och med 2018 har asiatisk kalanderlärka observerats sex gånger i Sverige. Första gången var den 24 maj 1982 på Haparanda Sandskär i Norrbotten. Andra landskap som haft påhälsning är Gotland med två fynd och ett vardera från Södermanland, Skåne och Blekinge.

## Systematik
Trots namnet visar genetiska studier att arten inte är systerart till kalanderlärkan. Istället utgör den systerart till hela släktet Melanocorypha, där även de asiatiska arterna svartlärka (M. yeltonensis), tibetlärka (M.  maxima) och mongollärka (M. mongolica) ingår.
Asiatiska kalanderlärkans inre systematik är omstridd. Tongivande internationella auktoriteterna Clements m.fl. och International Ornithological Congress (IOC) behandlar den som monotypisk, det vill säga att den inte delas in i några underarter. I verket Handbook of Western Palearctic Birds (Shirihai & Svensson 2018) urskiljs förutom nominatformen också underarten rufescens. Även svenska BirdLife Sverige följer denna indelning.

## Ekologi
Asiatisk kalanderlärka lever i stenig halvöken och i odlade områden på högre höjd. Den lägger sitt bo på marken och lägger mellan tre och fyra ägg. Dess föda består av frön och under speciellt häckningsperioden även insekter. På vinter uppträder den i flockar.

## Status och hot
Arten har ett stort utbredningsområde och en stor population med stabil utveckling. Utifrån dessa kriterier kategoriserar IUCN arten som livskraftig (LC). I Europa tros det häcka mellan drygt en och drygt två miljoner par. Europa antas motsvara 20% av artens utbredningsområde. Världspopulationen uppskattas därför mycket preliminärt till 10,2-20,5 miljoner individer.

## Namn
På svenska har fågeln även kallats östlig kalanderlärka. Det svenska trivialnamnet kalanderlärka användes för första gången i Per Olof Gravanders översättning av Buffons Histoire Naturelle och torde därför vara en direktöversättning från franskans alouette calandre. "Kalander-" kommer i sin tur från kalandros, det grekiska namnet på arten. Det vetenskapliga artnamnet bimaculata är latin och betyder "tvåfläckad".